# Dalbergia coromandeliana
Dalbergia coromandeliana är en ärtväxtart som beskrevs av David Prain. Dalbergia coromandeliana ingår i släktet Dalbergia, och familjen ärtväxter. Inga underarter finns listade i Catalogue of Life.